# Monte Lucania
El monte Lucania es la tercera montaña más alta que se encuentra enteramente en Canadá. Una larga arista conecta el monte Lucania con el monte Steele (5073 m), el quinto más alto en Canadá. Lucania recibió este nombre por una región de la Italia meridional, conocida hoy en día por Basilicata.
El primer ascenso del monte Lucania se hizo en 1937 por Bradford Washburn y Robert Hicks Bates. Usaron un aeroplano para alcanzar el glaciar Walsh, 2670 m s. n. m.; el uso de apoyo aéreo para el montañismo era por entonces una novedad. Washburn llamó a Bob Reeve, un famoso piloto de Alaska, que más tarde replicó por cable a Washburn, "A cualquier sitio donde vayas, yo volaré". El Fairchild F-51 equipado con esquíes hizo varios aterrizajes en la pista sobre el glaciar sin incidentes en mayo, pero al aterrizar con Washburn y Bates en junio, el avión se hundió en nieve medio derretida fuera de temporada. Washburn, Bates y Reeve presionaron durante cinco días para sacar el aeroplano y Reeve fue al final capaz de poner en vuelo el aeroplano con todo el exceso de peso quitado y con la ayuda de una suave cascada de hielo con una abrupta caída. Washburn y Bates siguieron a pie para hacer el primer ascenso del Lucania, y en un épico descenso y viaje a la civilización, caminaron por 240 km a través de zona salvaje hasta la seguridad de la pequeña ciudad de Burwash Landing en el Yukón.
El segundo ascenso al Lucania se hizo en el año 1967 por un equipo de Gerry Roach.